# 手旗

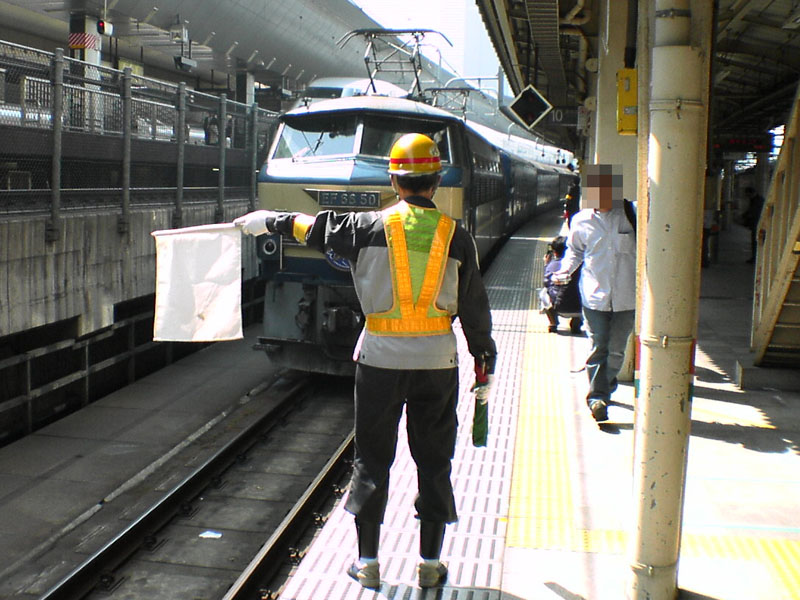
手旗

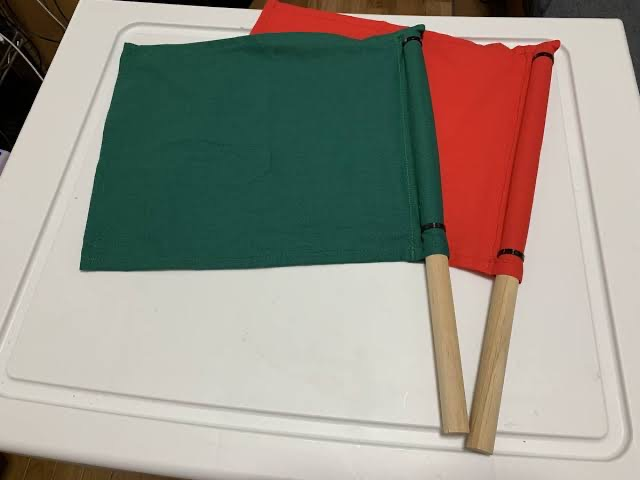

手旗（てばた、しゅき）とは、手に持って使用する形式の旗。
種々の手旗色や手旗形状ごとに単一の意味を定めて表示する方式のほかに、左右の手に異なる色の手旗を持って、振り方や姿勢の組み合わせによって多数の合図意味や文字や数字を表示する方式などがある。
海上保安庁や自衛隊の艦船上の有視界通信、交通誘導を行う警備員、鉄道において列車や車両の乗務員へ手信号や合図を現示する職員、スポーツや公営競技の発走係員・競走審判員などが用いている。道路交通誘導の警備員や船舶関係者は赤と白を、鉄道業務では赤・白・緑の旗を用いている。
その他、マラソンや駅伝などのスポーツの応援の際にも用いられる。
携帯用無線機が普及する以前は、測量業務やクレーン運転合図にも多用されていて資格試験にも手旗を用いた合図法が出題されたりもしたが、現在は至近距離で素手合図を、素手合図を視認できない距離では携帯用無線機が用いられており、手旗を用いた合図は用いられていない。

## 通信手段
日本の船舶関係者は紅白の旗を持ち、日本船舶信号法に定められた形象を用いて文字などの通信を行う。

## 鉄道業務
別名フライ旗（き）。
鉄道の場合、通常、駅のプラットホームで列車の進入監視業務や出発監視業務を行う時は赤旗を持ち（列車が進入する場合や、列車が出発する際に駅のプラットホームなどになんらかの異常がある場合、持っている手旗を振って列車に対していつでも非常停止合図を現示できるようにするためである。）、列車および車両に対して手信号を現示する場合や入換・連結・解放の誘導合図を行う場合は、赤旗と緑旗を用いる。旗の形状も色々あり、通常は取っ手の付いている旗が主流だが、南海電鉄では取っ手の付いていない赤旗、緑旗が用いられている。旗の色だけでなく持ち方も決められており、旗を広げた状態で合図を現示する場合と旗の下の端一片を握り棒と一緒に握って旗を広げずに合図を現示する、いわゆる「旗を絞った状態」で合図を現示する場合があって、持ち方で合図の意味が変わる。国土交通省令・鉄道運転規則では、臨時手信号の徐行信号で赤手旗と緑手旗を絞って頭上で交差させる現示方式や入換合図の僅少の移動を指示する合図で絞った赤手旗を高く掲げてその下で緑手旗を振る現示方式が定められている。
駅職員が赤旗を軸棒に巻き丸めるのではなく赤旗を絞って携行するのは、何らかの異常があった場合に、即座に旗を広げて停止合図を現示できるように備えるためである。
また、阪神電鉄や神戸高速鉄道などでは、駅員が所持する旗は、赤旗ではなく白旗が使われており、近畿日本鉄道では特に増解結の際に、赤・白・緑、計3色の旗を持つ(最近では、赤と緑の2色で増解結することがある。暗い場所での連結時は、赤・緑の切り替えが可能であるペンライトを用いる)。また、保線の現場においては列車運行中の合間に作業する場合がとても多いため、列車見張員（列車監視員）に作業員待避完了合図や、作業場所の異常発生時に列車乗務員へ線路支障を現示するための旗を持たせる鉄道会社が一般的だが、持たせる旗の色や合図の出し方が鉄道会社によって大きく異なる。JR東海においては、旗ではなく長いトーチ状の合図灯を列車見張員（列車監視員）に昼夜問わず持たせており、必要に応じてトーチを点灯させて緊急停止などの合図を送るが、待避完了時は斜め45度にトーチを無灯火状態で掲げることによって待避完了合図となる。
なお、駅業務、運転業務、保線業務などの分野を問わず、夜間やトンネル内や地下では手旗の視認が困難なことから、電光式の合図灯が使われる。

## モータースポーツ
モータースポーツでは競技中の参加者に対し、様々な図柄の旗を用いて状況を伝達している。観客も予備知識があれば状況を把握できる。
日没後や荒天時に限らず、通常でも色灯式信号機と併用される場合があるが、灯数や点灯方法（点灯・点滅）の制限から、信号機で伝えられる情報はレース旗の種類よりも少ない。

## 公営競技
公営競技については、それぞれ競技規則で使用する旗の色が定められている。
競馬では発走の際、競走馬のゲートインの合図として赤旗が使用される。また、中央競馬では馬がゲート内で暴れて危険であるなどの理由により、外側のゲートに入れての「外枠発走」を指示する場合には黄旗が用いられる。さらに発走地点より少し前の位置の馬場内にも黄旗を持つ係員がおり、馬が目の前を通過した時点で旗を振り下ろしている。
オートレースでは1989年4月に発走合図機（大時計）が導入される以前は、競走のスタート合図に黄色と白色の手旗を用いていた。現在では一部の模擬レースなどを例外とすればほとんど見られないが、発走合図機及びこれに連動しているシステムに不具合が発生した場合には、現在でも代替手段として手旗発走方式が用いられる。
また、競輪・オートレースなどでそれぞれの競技規則に従って、走路内の安全確認、レース終了後の審判の判定表示など、手旗が用いられるものがある。